# Зиборов, Василий Михайлович
Василий Михайлович Зиборов (1923—1999) — советский лётчик-ас истребительной авиации, участник Великой Отечественной войны, Герой Советского Союза (1945). Полковник.

## Биография
Василий Зиборов родился 19 апреля 1923 года в селе Надежда (ныне — Шпаковский район Ставропольского края). Окончил восемь классов и Ставропольский аэроклуб в 1940 году.
В 1941 году Зиборов был призван на службу в Рабоче-крестьянскую Красную Армию. В 1942 году он окончил Качинскую военную авиационную школу лётчиков. С сентября того же года — на фронтах Великой Отечественной войны. Принимал участие в боях на Северо-Западном, 1-м, 2-м Прибалтийских, 3-м Белорусском фронтах, летал на самолётах «ЛаГГ-3», «Як-1» и «Аэрокобра».
К январю 1945 года гвардии старший лейтенант Василий Зиборов был заместителем командира эскадрильи 72-го гвардейского истребительного авиаполка 5-й гвардейской истребительной авиадивизии 11-го истребительного авиакорпуса 3-й воздушной армии 1-го Прибалтийского фронта. К тому времени он совершил 134 боевых вылета, принял участие в 24 воздушных боях, сбив 15 вражеских самолётов.
Указом Президиума Верховного Совета СССР от 18 августа 1945 года за «образцовое выполнение боевых заданий командования на фронте борьбы с немецкими захватчиками и проявленные при этом мужество и героизм» гвардии старший лейтенант Василий Зиборов был удостоен высокого звания Героя Советского Союза с вручением ордена Ленина и медали «Золотая Звезда» за номером 7940.
Всего же за время своего участия в войне Зиборов совершил 157 боевых вылетов, принял участие в 33 воздушных боях, сбив 20 вражеских самолётов лично и 1 в группе. 
После окончания войны он продолжил службу в Советской Армии. В 1948 году Зиборов окончил Высшие офицерские лётно-тактические курсы. В 1950—1951 годах гвардии майор Зиборов участвовал в Корейской войне в должности старшего штурмана 72-го гвардейского истребительного авиационного полка. В 1960 году в звании полковника он был уволен в запас. 
Проживал в Симферополе, работал диспетчером в местном аэропорту. Скончался 18 января 1999 года, похоронен на симферопольском кладбище «Абдал».

Могила Зиборова на кладбище «Абдал» в Симферополе.

## Награды
- Медаль «Золотая Звезда» Героя Советского Союза;
- орден Ленина;
- два ордена Красного Знамени;
- орден Александра Невского;
- орден Отечественной войны 1-й степени;
- два ордена Красной Звезды;
- медали[2].